# Monarca-de-pescoço-branco
Monarca-de-pescoço-branco (nome científico: Arses telescophthalmus) é uma espécie de ave da família Monarchidae.
Pode ser encontrada nos seguintes países: Austrália, Indonésia e Papua-Nova Guiné.
Os seus habitats naturais são: florestas subtropicais ou tropicais húmidas de baixa altitude e regiões subtropicais ou tropicais húmidas de alta altitude.